# 용탈
용탈(溶脫, 영어: leaching)은 토양 중에 침투한 물에 용해된 가용성 성분이 용액의 상태로 표층에서 하층으로 이동하거나, 또는 토양단면 외부로 제거되는 과정을 말하며 용탈되는 물을 용탈수라 한다.

## 같이 보기
- 추출
- 침출수
- 풍화